# The Ringer (1952)
The Ringer is een Britse dramafilm uit 1952 onder regie van Guy Hamilton. Het scenario is gebaseerd op het gelijknamige toneelstuk uit 1929 van de Britse auteur Edgar Wallace.

## Verhaal
Een meester in vermommingen begaat een reeks misdaden. Hij vermoordt zelfs een handlanger onder het oog van de politie, omdat hij bang is dat hij hem zal verraden.

## Rolverdeling
| Acteur            | Personage          |
| ----------------- | ------------------ |
| Herbert Lom       | Maurice Meister    |
| Donald Wolfit     | Dr. Lomond         |
| Mai Zetterling    | Lisa               |
| Greta Gynt        | Cora Ann Milton    |
| William Hartnell  | Sam Hackett        |
| Norman Wooland    | Inspecteur Bliss   |
| Denholm Elliott   | John Lemley        |
| Dora Bryan        | Mevrouw Hackett    |
| Charles Victor    | Inspecteur Wembury |
| Walter Fitzgerald | Commissaris        |
| John Stuart       | Tuinman            |
| John Slater       | Bell               |
| Edward Chapman    | Vreemdeling        |
| Campbell Singer   | Brigadier Carter   |